# Parlamentswahl in Estland 1995
- M: 6
- EÜRP: 6
- K: 16
- KE: 41
- RE: 19
- IL: 8
- P: 5

Die Parlamentswahl in Estland 1995 fand am Sonntag, dem 5. März 1995 statt. Es war die Wahl zum 8. Riigikogu der Republik Estland.

## Wahlsystem
Es wurden 101 Sitze im estnischen Parlament neu bestimmt. Die Legislaturperiode betrug vier Jahre. Es galt eine Fünf-Prozent-Sperrklausel. Gewählt wurde nach dem Verhältniswahlrecht.

## Wahlergebnis
Wahlsieger wurde der Block "Koalitionspartei und Bauernpartei". Er holte 32,2 Prozent der Stimmen und erhielt dadurch 41 Sitze im Parlament. Auf dem zweiten Platz landete mit 16,2 Prozent die Estnische Reformpartei (RE). Drittstärkste Kraft wurde die Estnische Zentrumspartei (K) mit 14,2 Prozent.
| Partei                            | Partei                                       | Abkürzung              | Stimmen | Stimmen | Stimmen | Sitze  | Sitze |
| Partei                            | Partei                                       | Abkürzung              | Anzahl  | %       | +/−     | Anzahl | +/−   |
| --------------------------------- | -------------------------------------------- | ---------------------- | ------- | ------- | ------- | ------ | ----- |
|                                   | Block "Koalitionspartei und Bauernpartei"    | KMÜ                    | 174.248 | 32,2    | +18,6   | 41     | +24   |
|                                   | Estnische Reformpartei                       | RE                     | 87.531  | 16,2    | +16,2   | 19     | +19   |
|                                   | Estnische Zentrumspartei                     | K                      | 76.634  | 14,2    | +1,9    | 16     | +1    |
|                                   | Block "Union von Vaterland und ERSP"         | I/ERSP                 | 42.493  | 7,9     | −14,1   | 8      | −21   |
|                                   | Block "Die Moderaten"                        | M                      | 32.381  | 6,0     | −3,7    | 6      | −6    |
|                                   | Block "Unsere Heimat ist Estland!"           | MKOE                   | 31.763  | 5,9     | +5,9    | 6      | +6    |
|                                   | Block "Rechte"                               | P                      | 27.053  | 5,0     | +5,0    | 5      | +5    |
|                                   | Block "Besseres Estland / Estnischer Bürger" | PE/Ek                  | 19.529  | 3,6     | −3,3    | —      | −8    |
|                                   | Zukunftspartei Estlands                      | TEE                    | 13.907  | 2,6     | +2,6    | —      | —     |
|                                   | Block "Gerechtigkeit"                        | Ö                      | 12.248  | 2,3     | +0,7    | —      | —     |
|                                   | Bauernpartei                                 | ETRE                   | 8.146   | 1,5     | +1,5    | —      | —     |
|                                   | Block "Vierte Kraft"                         | NJ                     | 4.377   | 0,8     | +0,8    | —      | —     |
|                                   | Zentralunion estnischer Nationalisten        | ERKL                   | 3.477   | 0,6     | +0,6    | —      | —     |
|                                   | Waldpartei                                   | ME                     | 3.239   | 0,6     | +0,6    | —      | —     |
|                                   | Estnische Blaue Partei                       | ESE                    | 1.913   | 0,4     | +0,4    | —      | —     |
|                                   | Estnische demokratische Union                | EDL                    | 316     | 0,1     | +0,1    | —      | —     |
|                                   | Unabhängige Kandidaten                       | Unabhängige Kandidaten | 1.444   | 0,3     | −4,0    | —      | —     |
| Gesamt                            | Gesamt                                       | Gesamt                 | 540.699 | 100,0   |         | 101    |       |
| Gültige Stimmen                   | Gültige Stimmen                              | Gültige Stimmen        | 540.699 | 99,1    | +1,1    |        |       |
| Ungültige Stimmen                 | Ungültige Stimmen                            | Ungültige Stimmen      | 5.126   | 0,9     | −1,1    |        |       |
| Wahlbeteiligung                   | Wahlbeteiligung                              | Wahlbeteiligung        | 545.825 | 69,1    | +1,3    |        |       |
| Nichtwähler                       | Nichtwähler                                  | Nichtwähler            | 244.567 | 30,9    | −1,3    |        |       |
| Wahlberechtigte                   | Wahlberechtigte                              | Wahlberechtigte        | 790.392 |         |         |        |       |
| Quelle: Staatliche Wahlkommission |                                              |                        |         |         |         |        |       |